# Praprotna Polica
Praprotna Polica – wieś w Słowenii, w gminie Cerklje na Gorenjskem. W 2018 roku liczyła 208 mieszkańców.